# Amathia pruvoti
Amathia pruvoti är en mossdjursart som beskrevs av Calvet 1911. Amathia pruvoti ingår i släktet Amathia och familjen Vesiculariidae. Inga underarter finns listade i Catalogue of Life.